# Saltillo (Mississipi)
Saltillo és una població dels Estats Units a l'estat de Mississipi. Segons el cens del 2000 tenia 3.393 habitants.

## Demografia
Segons el cens del 2000, Saltillo tenia 3.393 habitants, 1.361 habitatges, i 974 famílies. La densitat de població era de 150,4 habitants per km².
Dels 1.361 habitatges en un 38,3% hi vivien nens de menys de 18 anys, en un 57% hi vivien parelles casades, en un 10,9% dones solteres, i en un 28,4% no eren unitats familiars. En el 25,6% dels habitatges hi vivien persones soles el 8,4% de les quals corresponia a persones de 65 anys o més que vivien soles. El nombre mitjà de persones vivint en cada habitatge era de 2,45 i el nombre mitjà de persones que vivien en cada família era de 2,94.
Per edats la població es repartia de la següent manera: un 26,9% tenia menys de 18 anys, un 9% entre 18 i 24, un 34% entre 25 i 44, un 19,2% de 45 a 60 i un 10,8% 65 anys o més.
L'edat mediana era de 33 anys. Per cada 100 dones de 18 o més anys hi havia 86 homes.
La renda mediana per habitatge era de 35.912 $ i la renda mediana per família de 44.018 $. Els homes tenien una renda mediana de 33.333 $ mentre que les dones 23.542 $. La renda per capita de la població era de 16.177 $. Entorn del 8,5% de les famílies i el 12,7% de la població estaven per davall del llindar de pobresa.

## Poblacions més properes
El següent diagrama mostra les poblacions més properes.